# Оттава (аеропорт)
Міжнародний аеропорт Оттави імені Макдональд-Картьє (англ. Ottawa Macdonald-Cartier International Airport) (фр. Aéroport international)    — державний міжнародний аеропорт в Оттаві, Канаді, 114 м над рівнем морем.  В р. 2010 кількість пасажирів було 4,3 мільйонів  — названа по імені  "Джон Александр Макдональд" (англ. John A. Macdonald) — перший Прем'єр-міністр Канади і  Жордж-Етьєн Картьє { (фр. George-Étienne Cartier) - «батько Канадської Конфедерації».
Хаб для:
- Air Canada
- Porter Airlines
- Flair Airlines[6]